# St. Egydyer Eisen- und Stahlindustriegesellschaft

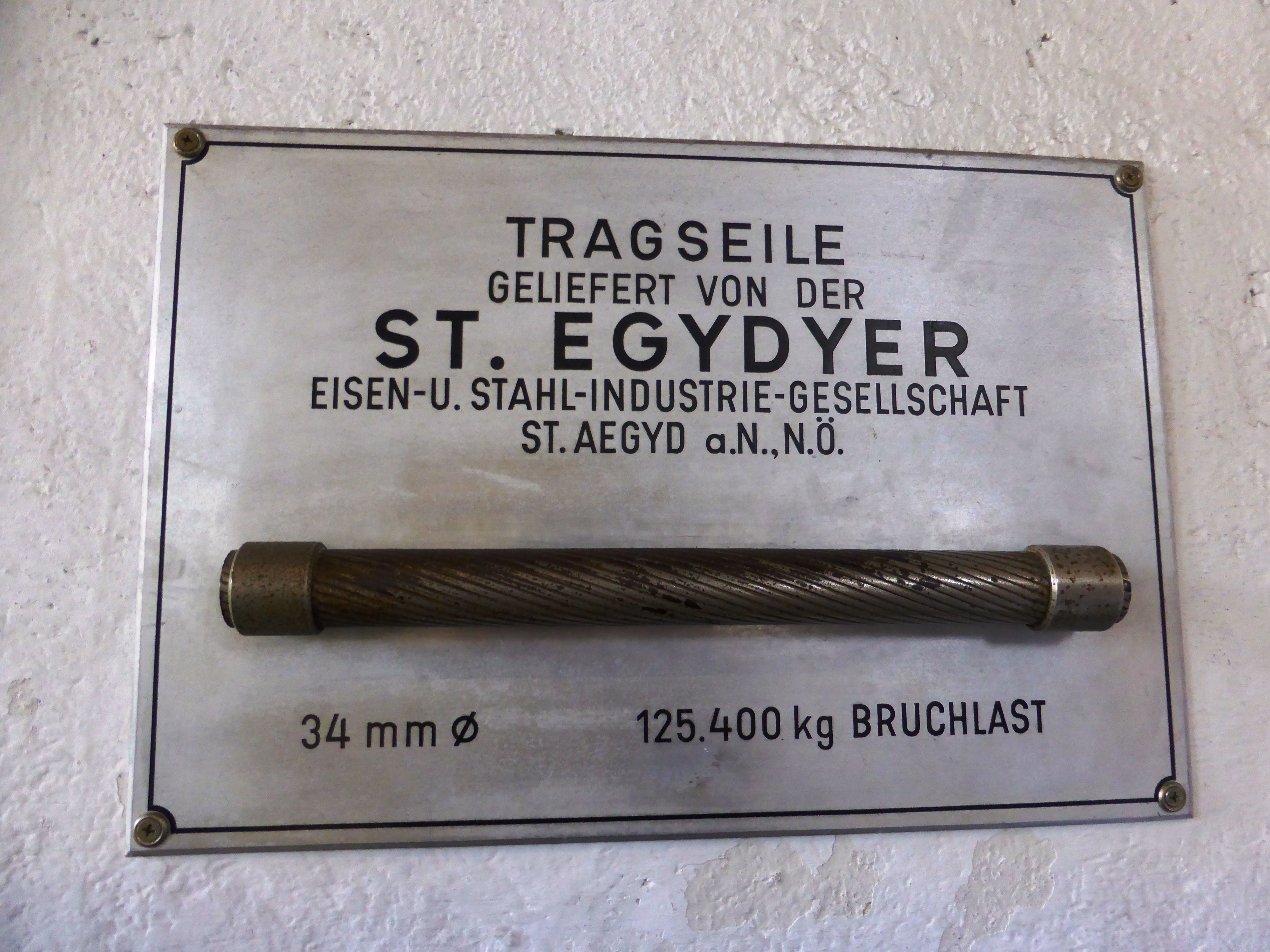
Stahlseil der Zwölferhornseilbahn (1957)

Die St. Egydyer Eisen- und Stahlindustriegesellschaft war ein bedeutender Betrieb der österreichischen Eisenindustrie und Erzeuger von Feilen, Drahtseilen und Drähten.

## Geschichte

### Anfänge
Das Unternehmen geht auf den aus dem thüringischen Suhl stammenden Büchsenmacher Jakob Fischer zurück, welcher sich 1775 mit einer Hammerschmiede in Rehberg bei Krems selbstständig machte. Hier erzeugte er Säbelklingen, Sporen, Feilen und andere Werkzeuge. Einer der Hauptabnehmer seiner Säbel war die k.u.k Armee.

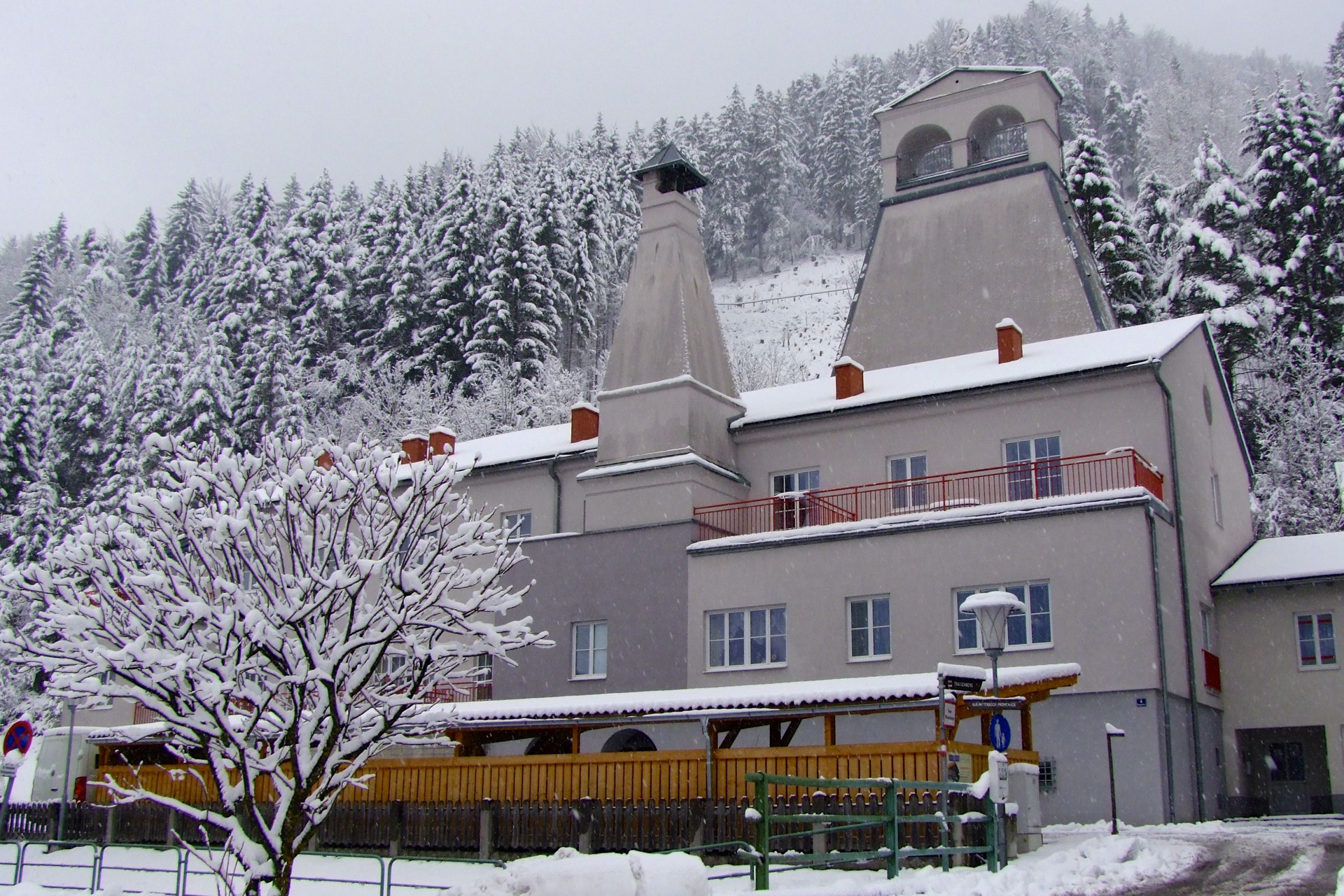
Ehemaliges Gussstahlwerk in St. Aegyd

1788 übersiedelte das Unternehmen in ein Hammerwerk in Hainfeld und 1793/94 in ein Hammerwerk in St. Aegyd am Neuwalde. Der Standort lag rohstoffmäßig günstig in Nähe der steirischen Eisenwurzen, die Rohstoffe bezog man aus dem Gusswerk bei Mariazell und dem Reichenberg´schen Eisenhüttenwerk in Niederalpl. 1800 verkaufte man das Werk in Hainfeld wieder und im Folgejahr erwarb Jakob Fischer ein Hammerwerk in Furthof, wo in Folge vor allem Säbelklingen erzeugt wurden, während in St. Aegyd die sehr bald erfolgreichen Anker-Feilen produziert wurden. Das Unternehmen stieg dank umfangreicher Aufträge des Heeres während der Napoleonischen Kriegen rasch zur k.k. priv. Feilen- und Gussstahlfabrik Jakob Fischer auf. Dem gestiegenen Bedarf an Roheisen nachkommend, erwarb Fischer 1803 das Eisenwerk am Niederalpl sowie umfangreiche Wälder zur Deckung des stetig gestiegenen Energiebedarfes seiner Werke. Jakob Fischers Sohn Daniel Fischer führte nach dessen Tod 1809 die Geschäfte unter dem Namen Daniel Fischer & Söhne erfolgreich weiter und errichtete 1815 den ersten Drahtzug in St. Aegyd. Später kamen Blechwalzwerke und 1825 ein eigenes Gussstahlwerk hinzu. 1832 wurden vier Hammerwerke im nahen Ort Hohenberg erworben und 1833 beschäftigte das Unternehmen bereits über 800 Mitarbeiter.
1839 kam es unter den Söhnen Daniel Fischers, Daniel und Anton Fischer, zu einer Teilung des Unternehmens. Während der jüngere Anton die Eisenwarenerzeugung übernahm, behielt Daniel das Eisenwerk und die Bergwerke in Niederalpl. Anton Fischer erweiterte seine Anlagen stetig, so wurde beispielsweise 1840 ein aus Frankreich bezogenes Stabwalzwerk mit Turbinenantrieb beschafft und 1845 die Drahtseilfertigung aufgenommen. 1846 erwarb Fischer die Anlagen am Niederalpl von seinem Bruder Daniel und erweiterte die Besitzungen in den Folgejahren durch seine Hochzeit mit Maria von Ebenthal um ein Radwerk in Vordernberg und Abbaurechte am Steirischen Erzberg. Ab 1849 konnte unter dem technischen Leiter Karl Leobner eine stetige Modernisierung erfolgen, die den Marktanteil des Unternehmens steigen ließ.

### Führender Feilenproduzent Österreichs
Anton Fischer´s Eisen-, Stahl-, Draht- und Feilenfabrik zu St. Egidi stieg zum führenden Feilenproduzenten der Österreichisch-Ungarischen Monarchie auf und der Besitzer wurde mit dem Prädikat Ritter von Ankern in den Adelsstand erhoben. In den 1850er Jahren veräußerte Fischer seine Roheisenerzeugung an den Staat und erwarb dafür 1857 in Kindberg im Mürztal ein weiteres Hammerwerk, dem er 1866 ein Stahlwerk mit Drahterzeugung anschloss.
1869 wurde das Unternehmen unter Beteiligung der Anglo-Österreichischen Bank in eine Aktiengesellschaft mit dem Namen St. Egydy-Kindberger Eisen- und Stahl-Industriegesellschaft umgewandelt, der Anton Fischer als Präsident und Hauptaktionär vorstand. An den Standorten St. Aegyd, Furthof, Hohenberg und Kindberg wurden damals rund 1000 Mitarbeiter beschäftigt. Die Feilen der Firma trugen den Markennamen "St. Aegyd".
Als Folge des Wiener Börsenkrachs 1873 übernahm im Jahr 1878 der Spekulant Jakob Rappaport das Mehrheitseigentum der Firma. Dieser schloss die steirischen Betriebe im Jahr 1881 der neu gegründeten Österreichisch-Alpinen Montangesellschaft an. Die St. Egydyer beschränkte sich daraufhin auf ihre Betriebe im südlichen Niederösterreich, wo Mitte der 1880er Jahre nur rund 500 Beschäftigte gezählt wurden. 1887 geriet das Unternehmen in den Einflussbereich Karl Wittgensteins, dieser sorgte in den Jahren bis 1899 für eine grundlegende Reorganisation des Unternehmens. Die eigenen Hütten- und Eisenwerke wurden aufgelassen und das Unternehmen konzentrierte sich auf die Herstellung von Fertigprodukten. Das Werk Furthof wurde zur Feilenfabrik Furthof ausgebaut und die Betriebsstätte in St. Aegyd entwickelte zum reinen Drahtseilwerk. Der 1893 erfolgte Bahnanschluss an die Bahnlinie Traisen – Kernhof sorgte nun für den viel leichteren Transport von Rohstoffen und Fertigprodukten. Je ein Anschlussgleis in Furthof und St. Aegyd führte zu den Fabriken.

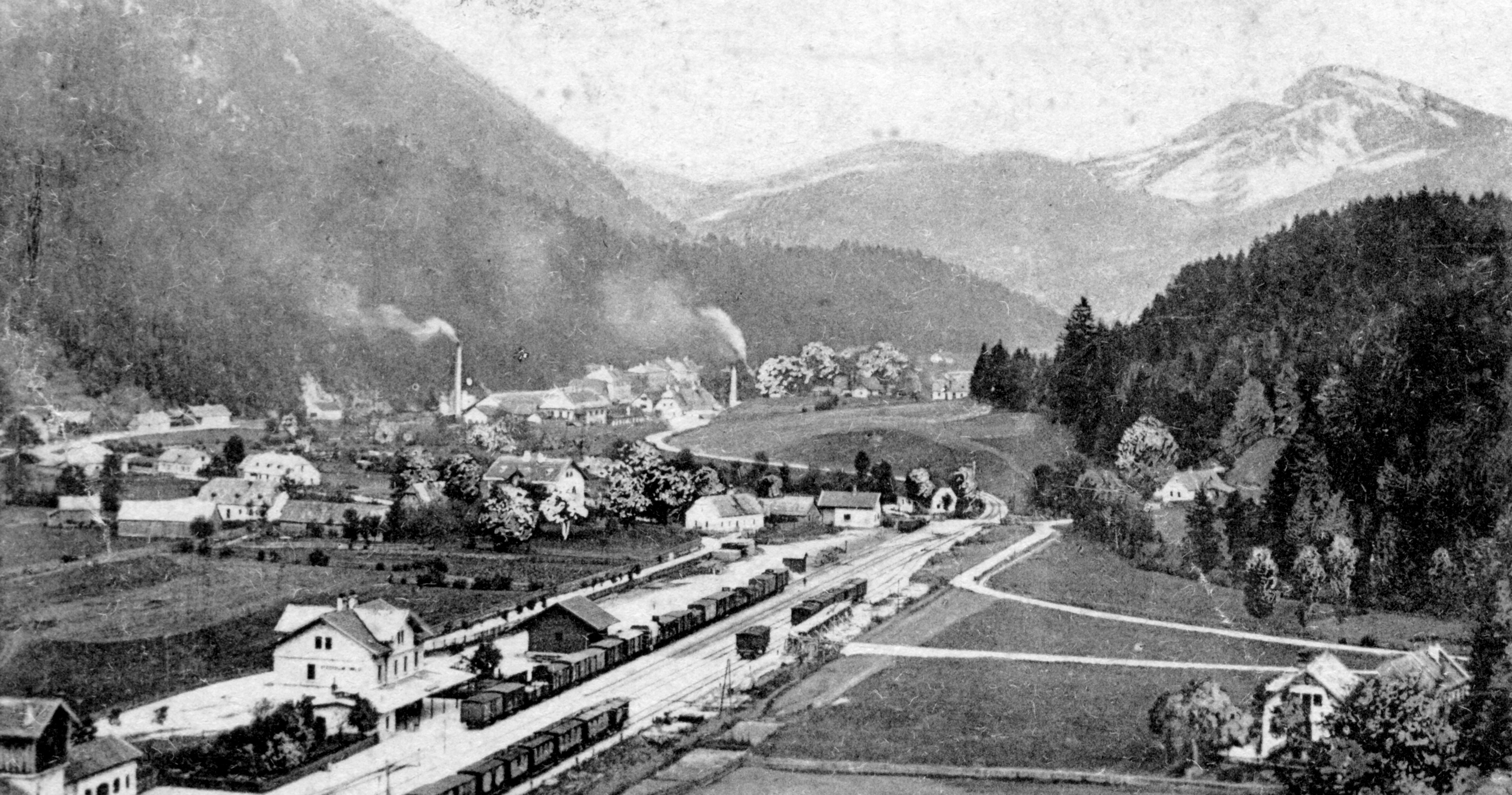
Ort und Bahnhof St. Aegyd am Neuwalde mit den Eisenwerken im Hintergrund (um 1900)

1899 übernahmen die konkurrierenden Böhlerwerke die Aktienmehrheit der St. Egydyer Eisen- und Stahlindustriegesellschaft AG. Diese übertrugen die eigene Feilenfabrik in Hainfeld an das Unternehmen und verlegten Teile des Böhlerwerkes bei Waidhofen an der Ybbs nach Furthof. Das Unternehmen war nun zum größten Feilen- und Drahtseilerzeuger Österreichs angewachsen, zu dem auch die ehemals Erzherzog Friedrich´sche Feilenfabrik im mährischen Friedeck, ein Werk in Pressburg, eine Feilenfabrik im schlesischen Sosnowitz und eine Fabrik in Kronstadt (Siebenbürgen) gehörten. Um 1900 erfolgte auch die Umstellung in der Energieversorgung auf den Einsatz von Turbinen, Dampfmaschinen und Elektromotoren.
Vor allem die "Herkules"-Tragseile der St. Egyder kamen ab 1900 vermehrt zum Bau von Drahtseilbahnen zum Einsatz. 1903 wurden die ersten Zugseile für die Mendelbahn und 1912 die Seile für die Seilschwebebahn auf das Vigiljoch bei Meran geliefert.
Zu Beginn des Ersten Weltkrieges arbeiteten rund 1300 Mitarbeiter in den Fabriken des Unternehmens. Nach einem verheerenden Großbrand im Jahre 1914 errichtete man ein neues Seilwerk. Obwohl noch 1917 ein neues Werk für nahtlos kaltgezogene Präzisions-Stahlrohre in St. Aegyd entstanden war, sank die Belegschaft durch den Kriegsverlauf auf weniger als 800 Personen. Der Untergang der Habsburgermonarchie bedeutete auch für dieses Unternehmen einen harten Einschnitt. Man war gezwungen, in den Nachfolgestaaten der Monarchie eigene Tochtergesellschaften zu gründen, welche dort gemeinsam mit einheimischen Unternehmen operierten.
Während des ersten Seilbahn-Booms der späten 1920er Jahre lieferte die St. Egydyer (oftmals gemeinsam mit dem Konkurrenzunternehmen Felten & Guilleaume) die Trag- und Zugseile u. a. für die erste österreichische Seilbahn auf die Rax, die Nordkettenbahn in Innsbruck, die Pfänderbahn in Bregenz, die Feuerkogelseilbahn im Salzkammergut und die Tiroler Zugspitzbahn. 1927 stellte das Unternehmen die Seile für die ersten Sektionen der nie vollendeten Seilbahn von Chamonix auf die Aiguille du Midi her, damals eine der höchsten Seilbahnen der Welt.
Die Weltwirtschaftskrise der 1930er Jahre sorgte für einen drastischen Rückgang der Beschäftigten, das Werk in Hainfeld sowie das letzte verbliebene Hammerwerk in Hohenberg wurden stillgelegt. Die Tochtergesellschaft im mittlerweile rumänischen Kronstadt wurde verkauft.
Nach dem Anschluss Österreichs 1938 baute die Mutterfirma Böhlerwerke ihren Aktienanteil bis 1941 konsequent auf ca. 90 Prozent aus. Während des Zweiten Weltkrieges arbeitete die St. Egydyer für die Rüstungsindustrie, wozu mit dem KZ-Nebenlager St. Aegyd ein Nebenlager des KZ Mauthausen existierte. 1943 wurde ein neues, 10.000 Quadratmeter großes Seilwerk errichtet. Noch 1945 wurden 2.930 Tonnen Drähte und Drahtseile sowie 1.300 Rohre erzeugt, gegen Kriegsende arbeiteten rund 940 Mitarbeiter in den Werken des Unternehmens.

### Seit 1945
Das Unternehmen blieb aufgrund der Lage seiner Werke im Gebirge von Kriegsschäden und Demontagen seitens der Besatzungsmächte großteils verschont, wodurch bereits im Oktober 1945 die Produktion in St. Aegyd wieder aufgenommen werden konnte. Die Besitzungen im Ausland gingen jedoch durch den Fall des Eisernen Vorhanges verloren. 1946 wurde die St. Egydyer Eisen- und Stahlindustriegesellschaft gemeinsam mit der Muttergesellschaft Böhlerwerke verstaatlicht und zu einem USIA-Betrieb. Unter voller Ausnützung der teilweise veralteten Werksanlagen durch die russische Besatzungsmacht konnten nun teilweise beachtliche Umsatzsteigerungen erreicht werden. 1951 wurde die Produktion von Stahl-Aluminium-Drahtseilen aufgenommen und 1954 erfolgte der Anschluss an das Überlandnetz des späteren Verbunds. In den 1950er und 1960er Jahren profitierte das Unternehmen vom Bergbahn-Boom jener Jahre und lieferte Drahtseile für zahlreiche Seilbahnen und Skilifte. Auch die Fertigung von Stahlrohren wurde weiter ausgebaut. Die Belegschaft sank indes ab 1969 durch die fortschreitende Automatisierung der Produktion kontinuierlich auf nur mehr rund 700 Beschäftigte.
1979 wurde die St. Egydyer Eisen- und Stahlindustriegesellschaft schließlich im Zuge der Schaffung der VÖEST-Alpine mit der Kärntner KESTAG zur VÖEST-Alpine Werkzeug- und Draht AG verschmolzen. 1982 wurde die Feilenproduktion in Furthof geschlossen und die traditionsreiche Marke "St. Aegyd" aufgegeben. Die ehemalige Werke der St. Egydyer im namensgebenden Ort wurden später, bedingt durch die Krise der Verstaatlichten Industrie, veräußert und ist heute Teil der international agierenden Firmen Roth-Technik Austria (Automobilzulieferer) und Teufelberger (Seilherstellung).
Das Unternehmen existierte als reines Handelsunternehmen unter dem Namen St. Egydyer – Feilen und Präzisionswerkzeuge Gesellschaft m.b.H mit Sitz in Langenzersdorf bei Wien noch bis in das Jahr 2018.